# Ray Pointer
Raymond „Ray“ Pointer (* 10. Oktober 1936 in Cramlington; † 26. Januar 2016 in Blackpool) war ein englischer Fußballspieler. Als Mittelstürmer gehörte er zur 1960er Meistermannschaft des FC Burnley und verließ den Klub als Nachkriegs-Rekordtorschütze. Aufgrund seiner blonden Haare und der zahlreichen Tore wurde ihm der Spitzname „Blond Bombshell“ verliehen.

## Sportlicher Werdegang
Pointer wuchs im englischen Nordosten auf und als Fußballer betätigte er sich zunächst als Flügelspieler. Dank seiner Torgefährlichkeit im Jugendbereich schulte man ihn jedoch rasch auf die Mittelstürmerposition um. Die Anfragen von prominenten Klubs blieben nicht aus, wobei der AFC Sunderland zunächst Interesse bekundete, ihn dann aber als zu klein für das Offensivzentrum befand. Ein weiteres Probetraining bei FC Blackpool war ebenso wenig von Erfolg gekrönt, bevor er im August 1957 beim Erstligakonkurrenten FC Burnley einen Profivertrag unterzeichnete. Fünf Tage vor seinem 21. Geburtstag debütierte er gegen Luton Town für seinen neuen Verein und zum Ende der Saison 1957/58 hatte er sich einen Stammplatz erkämpft. In der Spielzeit 1958/59 schwang sich Pointer zum besten Torschützen des FC Burnley auf und ihm gelangen zwischenzeitlich elf Tore in neun aufeinanderfolgenden Partien. Als Burnley im 1960 die englische Meisterschaft gewann, verpasste er nicht ein einziges Spiel und mit neunzehn Treffern erzielte er nur einen weniger als Mannschaftskamerad John Connelly. Sein Spitzname war „Blond Bombshell“, der sich gleichsam auf seine blonden Haare und die aktionsgeladene Spielweise sowie seine Torgefährlichkeit bezog.
Um die Jahrzehntwende herum hatte er es auch in die englische Auswahlteams geschafft und bei seinem Debüt im Mai 1959 für die U-23 schoss er ein „Doppelpack“ zum 3:0 gegen Italiens Nachwuchs in Mailand. Im September 1961 debütierte er für die A-Nationalmannschaft gegen Luxemburg (4:1) und traf auch hier. Bei seinem dritten und letzten Einsatz gegen Portugal trug er mit einem 2:0-Sieg mit dazu bei, dass sich die „Three Lions“ für die WM-Endrunde 1962 in Chile qualifizierten, für die er jedoch nicht nominiert wurde. Im Verein war er mit 26 Pflichtspieltoren mitverantwortlich dafür, dass in der Spielzeit 1961/62 fast das Double aus englischer Meisterschaft und FA Cup erreicht worden wäre, bevor am Ende „nur“ der Vizetitel in der Liga und eine Finalniederlage im Pokal gegen Tottenham Hotspur heraussprang. In der Folgezeit hatte Pointer seinen Zenit überschritten und dazu verletzte er sich im April 1963 in der Begegnung gegen Nottingham Forest. Er wurde zugunsten des Newcomers Andy Lochhead auf die rechte Halbstürmerposition versetzt und im August 1965 nach der Vereinsrekordausbeute für die Nachkriegszeit von 133 Toren in 270 Pflichtspielen an den Zweitligisten FC Bury für 8.000 Pfund „abgeschoben“.
An der Gigg Lane stellte Pointer seine Torgefährlichkeit sofort unter Beweis und nach 17 Treffern in 19 Ligapartien zog er bereits im Dezember desselben Jahres weiter zum Zweitligakonkurrenten Coventry City, der damals von Jimmy Hill trainiert wurde. Im Januar 1967 schloss er sich kurz vor Coventrys Aufstieg in die Erstklassigkeit dem ebenfalls in der Second Division aktiven FC Portsmouth an. Dort verbrachte er noch sechs Spielerjahre, während er gleichzeitig in den Trainerberuf überging und in Portsmouth die Jugendmannschaften betreute. Im Jahr 1973 folgte er seinem Ex-Trainer aus Burnley Harry Potts zum FC Blackpool, wo er ebenfalls für den Nachwuchs zuständig war. Mit Engagements als Jugendtrainer seiner Ex-Klubs in Burnley und Bury endete dann seine Zeit im Profifußball, während er im Amateurbereich noch mit über 50 aktiv blieb. Er verstarb im Alter von 79 Jahren in einem Pflegeheim in Blackpool.

## Titel/Auszeichnungen
- Englische Meisterschaft (1): 1960
- Charity Shield (1): 1960 (geteilt)